# 小行星25125
小行星25125（25125 Brodallan）是一颗绕太阳运转的小行星，为主小行星带小行星。该小行星于1998年9月19日发现。

## 轨道参数
小行星25125的轨道半长轴为377 762 784 km，2.5251523 UA，离心率为0.095。